# Coprinellus subdisseminatus
Coprinellus subdisseminatus là một loài nấm trong họ Psathyrellaceae. Nó được miêu tả đầu tiên là Coprinus subdisseminatus bởi nhà nấm họcs M. Lange and Alexander H. Smith năm 1952, sau đó được xếp vào chi Coprinellus năm 2001.